# تپه دیبان ۱
تپه دیبان ۱ در شهرستان شوشتر، روستای عرب حسن واقع شده و این اثر در تاریخ ۵ آذر ۱۳۸۰ با شمارهٔ ثبت ۴۳۰۶ به‌عنوان یکی از آثار ملی ایران به ثبت رسیده است.